# Gli anni più belli (chanson)
Pour l’article homonyme, voir Gli anni più belli.
Singles de Claudio Baglioni
C'era un ragazzo che come me amava i Beatles e i Rolling Stones
(2016)
Gli anni più belli est une chanson italienne composée par Claudio Baglioni et arrangée par Celso Valli (it), sortie en 2020.

## Historique
Avec cette chanson, Baglioni retourne sur la scène musicale après un intermède de quatre ans : sa dernière publication date de 2016, lorsque l'auteur-compositeur-interprète romain avait enregistré Capitani coraggiosi (it) (Capitaines courageux) avec Gianni Morandi ; sa dernière production personnelle remonte à 2013, avec l'album de ConVoi, inédit.  
La chanson reprend également le titre du film homonyme de Gabriele Muccino, sorti en salles le 13 février 2020. 